# Vireo solitarius
Vireo solitarius là một loài chim trong họ Vireonidae.